# Sunkist Kids Wrestling Club
Der Sunkist Kids Wrestling Club ist ein Ringerklub in Scottsdale bei Phoenix (Arizona) in den Vereinigten Staaten.
Der Klub wurde 1976 vom Ringer Arthur J. Martori gegründet, der für die Arizona State University aktiv war. Bis 2013 hatte er 55 Medaillengewinner bei Weltmeisterschaften und Olympischen Spielen hervorgebracht, wie etwa Rulon Gardner, Cael Sanderson, John Smith und Tricia Saunders.
Der Klub veranstaltet jährlich ein internationales Ringerturnier in Arizona.

## Bekannte Mitglieder
- Stephen Abas (* 1978)
- Sergei Beloglasow (* 1956), Trainer
- Thomas Brands (* 1968)
- Christopher Campbell (* 1954)
- Nate Carr (* 1960)
- Henry Cejudo (* 1987)
- Clarissa Chun (* 1981)
- Kendall Cross (* 1982)
- Tervel Dlagnev (* 1985)
- Melvin Douglas (* 1963)
- Catherine Downing (* 1980)
- Rulon Gardner (* 1971)
- Matt Ghaffari (* 1961)
- Joe Gonzales (* 1957)
- Dennis Hall (* 1971)
- Samuel Henson (* 1971)
- Stephany Lee (* 1984)
- Matt Lindland (* 1970)
- Mujaahid Maynard (* 1971)
- Toccara Montgomery (* 1982)
- Cael Sanderson (* 1979)
- Townsend Saunders (* 1967)
- Tricia Saunders (* 1966)
- Iris Smith (* 1979)
- Tolly Thompson (* 1973)
- Jakob Varner (* 1986)
- Joe E. Williams (* 1974)